# طواف ألميريا 2025
طواف ألميريا 2025 (بالإسبانية: Clásica de Almería 2025)‏ هو سباق دراجات هوائية، وهو الموسم الأربعين من طواف ألميريا، وأقيم في 16 فبراير 2025 ضمن سباقات سلسلة سباقات الاتحاد الدولي للدراجات للمحترفين 2025.
فاز بالمركز الأول Milan Fretin ‏، وحلَّ في المركز الثاني ماكس كانتر، بينما جاء Émilien Jeannière ‏ في المركز الثالث.

## الفرق
| فرق عالمية (6)- Intermarché-Wanty - Cofidis - Arkéa-B&B Hotels - Movistar Team - Team Jayco AlUla - XDS Astana Team فرق برو (11)- فريق الدراجات Q36.5 ‏ - سويس ريسينغ أكادمي ‏ - Lotto - Team TotalEnergies - أوسكالتيل أوسكادي 2025 ‏ - برجس بي إتش ‏ - كاجا رورال-سيغوروس 2025 ‏ - إيولو كوميت ‏ - Equipo Kern Pharma ‏ - سبورت فلاندرين بالويس ‏ - VF Group-Bardiani CSF-Faizanè فريق قاري- Illes Balears Arabay Cycling ‏ |  |
| |  |

## المشاركون
| فريق الدراجات Q36.5 ‏ Q36  | فريق الدراجات Q36.5 ‏ Q36 | فريق الدراجات Q36.5 ‏ Q36 |
| ------------------------- | ------------------------ | ------------------------ |
| م                         | عداء                     | مرتبة                    |
| 1                         | ماتيو موشيتي             | 28                       |
| 2                         | فريدريك فريزون           | 108                      |
| 3                         | جياكومو نيزولو           | 27                       |
| 4                         | Emīls Liepiņš ‏ (طريق)    | 72                       |
| 5                         | Kamil Małecki ‏           | لم يكمل السباق           |
| 6                         | Nicolò Parisini ‏         | 83                       |
| 7                         | Nickolas Zukowsky ‏       | 92                       |
| مدير الرياضة: Jens Zemke ‏ |                          |                          |

| سويس ريسينغ أكادمي ‏ TUD    | سويس ريسينغ أكادمي ‏ TUD | سويس ريسينغ أكادمي ‏ TUD |
| -------------------------- | ----------------------- | ----------------------- |
| م                          | عداء                    | مرتبة                   |
| 11                         | Alberto Dainese ‏        | 7                       |
| 12                         | Petr Kelemen ‏           | 58                      |
| 13                         | ماركو هالر              | 63                      |
| 14                         | Miká Heming ‏            | 71                      |
| 15                         | Fabian Lienhard ‏        | 6                       |
| 16                         | Aivaras Mikutis ‏        | 87                      |
| 17                         | Roland Thalmann ‏        | 112                     |
| مدير الرياضة: Bart Leysen ‏ |                         |                         |

| Lotto LOT                 | Lotto LOT             | Lotto LOT |
| ------------------------- | --------------------- | --------- |
| م                         | عداء                  | مرتبة     |
| 21                        | ارنو دي لاي (طريق)    | 4         |
| 22                        | Matys Grisel ‏         | 54        |
| 23                        | Jarrad Drizners ‏      | 82        |
| 24                        | سيباستيان غرينيار ‏    | 106       |
| 25                        | Milan Donie ‏          | 85        |
| 26                        | Baptiste Veistroffer ‏ | 114       |
| مدير الرياضة: توني قالوبا |                       |           |

| Intermarché-Wanty IWA              | Intermarché-Wanty IWA      | Intermarché-Wanty IWA |
| ---------------------------------- | -------------------------- | --------------------- |
| م                                  | عداء                       | مرتبة                 |
| 31                                 | Alexy Faure Prost ‏         | 105                   |
| 32                                 | Zeno Moonen‏                | 24                    |
| 33                                 | Felix Ørn-Kristoff ‏        | 33                    |
| 34                                 | هوغو بيج ‏                  | لم يبدأ               |
| 35                                 | Laurenz Rex ‏               | 11                    |
| 36                                 | Luca Van Boven ‏            | 56                    |
| 37                                 | Roel van Sintmaartensdijk ‏ | 70                    |
| مدير الرياضة: Sébastien Demarbaix ‏ |                            |                       |

| Cofidis COF                 | Cofidis COF                    | Cofidis COF |
| --------------------------- | ------------------------------ | ----------- |
| م                           | عداء                           | مرتبة       |
| 41                          | Milan Fretin ‏                  | 1           |
| 42                          | بيت اليجارت                    | 52          |
| 43                          | Nolann Mahoudo ‏                | 68          |
| 44                          | Jonathan Lastra ‏               | 69          |
| 45                          | Jan Maas (cyclist, born 1996) ‏ | 90          |
| 46                          | Hugo Toumire ‏                  | 94          |
| 47                          | بريان كوكار                    | 34          |
| مدير الرياضة: بنجن فرنانديز |                                |             |

| Team TotalEnergies TEN         | Team TotalEnergies TEN | Team TotalEnergies TEN |
| ------------------------------ | ---------------------- | ---------------------- |
| م                              | عداء                   | مرتبة                  |
| 51                             | Alexys Brunel ‏         | 104                    |
| 52                             | Florian Dauphin ‏       | 81                     |
| 53                             | Joris Delbove ‏         | 97                     |
| 54                             | Fabien Doubey ‏         | 57                     |
| 55                             | Emilien Jeannière ‏     | 3                      |
| 56                             | Nicola Marcerou ‏       | 96                     |
| 57                             | أنتوني تورجيس          | 42                     |
| مدير الرياضة: Lylian Lebreton ‏ |                        |                        |

| Arkéa-B&B Hotels ARK     | Arkéa-B&B Hotels ARK | Arkéa-B&B Hotels ARK |
| ------------------------ | -------------------- | -------------------- |
| م                        | عداء                 | مرتبة                |
| 62                       | Giosuè Epis ‏         | 65                   |
| 63                       | Donavan Grondin ‏     | 74                   |
| 64                       | Luca Mozzato ‏        | 75                   |
| 65                       | مايلز سكوتسون        | 49                   |
| 66                       | فلوريان سينيشال      | 73                   |
| 67                       | Nicolas Milesi ‏      | 93                   |
| مدير الرياضة: ارنو جيرار |                      |                      |

| Movistar Team MOV                | Movistar Team MOV  | Movistar Team MOV |
| -------------------------------- | ------------------ | ----------------- |
| م                                | عداء               | مرتبة             |
| 71                               | Jorge Arcas ‏       | 36                |
| 72                               | إيفان غارسيا       | 13                |
| 73                               | Lorenzo Milesi ‏    | 43                |
| 74                               | Orluis Aular ‏      | 10                |
| 75                               | نيرو كوينتانا      | 103               |
| 76                               | Mathias Norsgaard ‏ | 64                |
| مدير الرياضة: خوسيه خواكين روخاس |                    |                   |

| أوسكالتيل أوسكادي ‏ EUS   | أوسكالتيل أوسكادي ‏ EUS    | أوسكالتيل أوسكادي ‏ EUS |
| ------------------------ | ------------------------- | ---------------------- |
| م                        | عداء                      | مرتبة                  |
| 81                       | Xabier Berasategi ‏        | 18                     |
| 82                       | Andoni López de Abetxuko ‏ | 44                     |
| 83                       | دايفيد ديكر               | 15                     |
| 84                       | Paul Hennequin ‏           | 76                     |
| 85                       | ESP                       | 26                     |
| 86                       | Unai Zubeldia ‏            | 60                     |
| 87                       | Danny van der Tuuk ‏       | 91                     |
| مدير الرياضة: روبن بيريز |                           |                        |

| Team Jayco AlUla JAY       | Team Jayco AlUla JAY | Team Jayco AlUla JAY |
| -------------------------- | -------------------- | -------------------- |
| م                          | عداء                 | مرتبة                |
| 91                         | Welay Berhe ‏         | 89                   |
| 92                         | Anders Foldager ‏     | 17                   |
| 93                         | Jesse Kramer ‏        | 78                   |
| 96                         | Jelte Krijnsen ‏      | لم يكمل السباق       |
| 97                         | جاشا سوتيرلين        | 67                   |
| مدير الرياضة: رافائيل فالس |                      |                      |

| برجس بي إتش ‏ BBH             | برجس بي إتش ‏ BBH          | برجس بي إتش ‏ BBH |
| ---------------------------- | ------------------------- | ---------------- |
| م                            | عداء                      | مرتبة            |
| 101                          | George Jackson (cyclist) ‏ | 50               |
| 102                          | Georgios Bouglas ‏         | 37               |
| 103                          | Rodrigo Álvarez ‏          | 25               |
| 104                          | Ángel Fuentes ‏            | 23               |
| 105                          | David Martin ‏             | 40               |
| 106                          | Tomoya Koyama ‏            | لم يكمل السباق   |
| 107                          | ESP                       | 31               |
| مدير الرياضة: Damien Garcia ‏ |                           |                  |

| XDS Astana Team XAT          | XDS Astana Team XAT  | XDS Astana Team XAT |
| ---------------------------- | -------------------- | ------------------- |
| م                            | عداء                 | مرتبة               |
| 111                          | Michele Gazzoli ‏     | 79                  |
| 112                          | ماكس كانتر           | 2                   |
| 113                          | Darren van Bekkum ‏   | 84                  |
| 114                          | بيترو فيلاسكو        | 55                  |
| 115                          | Gleb Syritsa ‏        | 39                  |
| 116                          | Clément Champoussin ‏ | 115                 |
| 117                          | Lev Gonov ‏           | 77                  |
| مدير الرياضة: ستيفانو زانيني |                      |                     |

| كاجا رورال-سيغوروس ‏ CJR       | كاجا رورال-سيغوروس ‏ CJR | كاجا رورال-سيغوروس ‏ CJR |
| ----------------------------- | ----------------------- | ----------------------- |
| م                             | عداء                    | مرتبة                   |
| 121                           | Daniel Babor ‏           | 66                      |
| 122                           | Iúri Leitão ‏            | 9                       |
| 123                           | Sergi Darder ‏           | 22                      |
| 124                           | Samuel Fernández ‏       | 46                      |
| 125                           | Joseba López ‏           | 48                      |
| 126                           | Francisco Peñuela ‏      | 32                      |
| 127                           | إدوارد براديس           | 45                      |
| مدير الرياضة: روبين مارتينيز ‏ |                         |                         |

| إيولو كوميت ‏ PTV             | إيولو كوميت ‏ PTV           | إيولو كوميت ‏ PTV |
| ---------------------------- | -------------------------- | ---------------- |
| م                            | عداء                       | مرتبة            |
| 131                          | Andrea Pietrobon ‏          | 98               |
| 132                          | Giovanni Lonardi ‏          | 5                |
| 133                          | ميركو مايستري              | 20               |
| 134                          | Francisco Muñoz (cyclist) ‏ | 99               |
| 135                          | Manuel Peñalver ‏           | 8                |
| 136                          | Javier Serrano ‏            | 19               |
| 137                          | Diego Pablo Sevilla ‏       | 62               |
| مدير الرياضة: خيسوس هرنانديز |                            |                  |

| Equipo Kern Pharma ‏ EKP       | Equipo Kern Pharma ‏ EKP | Equipo Kern Pharma ‏ EKP |
| ----------------------------- | ----------------------- | ----------------------- |
| م                             | عداء                    | مرتبة                   |
| 142                           | Miguel Ángel Fernández ‏ | 12                      |
| 143                           | فرنسيسكو غالفان         | 14                      |
| 144                           | Iñigo Elosegui ‏         | 111                     |
| 145                           | Ibai Azanza ‏            | 110                     |
| 146                           | Antonio Jesús Soto ‏     | 21                      |
| 147                           | Haimar Etxeberria ‏      | 16                      |
| مدير الرياضة: Juan José Oroz ‏ |                         |                         |

| سبورت فلاندرين بالويس ‏ TFB   | سبورت فلاندرين بالويس ‏ TFB | سبورت فلاندرين بالويس ‏ TFB |
| ---------------------------- | -------------------------- | -------------------------- |
| م                            | عداء                       | مرتبة                      |
| 151                          | أليكس كولمان ‏              | 38                         |
| 152                          | Tuur Dens ‏                 | 100                        |
| 153                          | Vince Gerits ‏              | 30                         |
| 154                          | Aaron Van Poucke ‏          | لم يكمل السباق             |
| 155                          | Yentl Vandevelde ‏          | 47                         |
| 156                          | Ward Vanhoof ‏              | 59                         |
| 157                          | Victor Vercouillie ‏        | 109                        |
| مدير الرياضة: Andy Missotten‏ |                            |                            |

| Illes Balears Arabay Cycling ‏ IBA | Illes Balears Arabay Cycling ‏ IBA | Illes Balears Arabay Cycling ‏ IBA |
| --------------------------------- | --------------------------------- | --------------------------------- |
| م                                 | عداء                              | مرتبة                             |
| 161                               | ESP                               | 88                                |
| 162                               | ESP                               | 95                                |
| 163                               | José María García ‏                | 41                                |
| 164                               | ESP                               | 35                                |
| 165                               | Unai Esparza ‏                     | 107                               |
| 166                               | ESP                               | 113                               |
| 167                               | ESP                               | 51                                |
| مدير الرياضة: دانيال نافارو       |                                   |                                   |

| VF Group-Bardiani CSF-Faizanè VBF | VF Group-Bardiani CSF-Faizanè VBF | VF Group-Bardiani CSF-Faizanè VBF |
| --------------------------------- | --------------------------------- | --------------------------------- |
| م                                 | عداء                              | مرتبة                             |
| 171                               | Luca Colnaghi ‏                    | 29                                |
| 172                               | Luca Covili ‏                      | 61                                |
| 173                               | Luca Paletti ‏                     | 86                                |
| 174                               | Filippo Turconi ‏                  | 53                                |
| 175                               | Martin Marcellusi ‏                | 102                               |
| 176                               | Alessio Martinelli ‏               | 101                               |
| 177                               | ITA                               | 80                                |
| مدير الرياضة: Mirko Rossato ‏      |                                   |                                   |

| فريق الدراجات Q36.5 ‏ Q36  | فريق الدراجات Q36.5 ‏ Q36 | فريق الدراجات Q36.5 ‏ Q36 |
| ------------------------- | ------------------------ | ------------------------ |
| م                         | عداء                     | مرتبة                    |
| 1                         | ماتيو موشيتي             | 28                       |
| 2                         | فريدريك فريزون           | 108                      |
| 3                         | جياكومو نيزولو           | 27                       |
| 4                         | Emīls Liepiņš ‏ (طريق)    | 72                       |
| 5                         | Kamil Małecki ‏           | لم يكمل السباق           |
| 6                         | Nicolò Parisini ‏         | 83                       |
| 7                         | Nickolas Zukowsky ‏       | 92                       |
| مدير الرياضة: Jens Zemke ‏ |                          |                          |

| سويس ريسينغ أكادمي ‏ TUD    | سويس ريسينغ أكادمي ‏ TUD | سويس ريسينغ أكادمي ‏ TUD |
| -------------------------- | ----------------------- | ----------------------- |
| م                          | عداء                    | مرتبة                   |
| 11                         | Alberto Dainese ‏        | 7                       |
| 12                         | Petr Kelemen ‏           | 58                      |
| 13                         | ماركو هالر              | 63                      |
| 14                         | Miká Heming ‏            | 71                      |
| 15                         | Fabian Lienhard ‏        | 6                       |
| 16                         | Aivaras Mikutis ‏        | 87                      |
| 17                         | Roland Thalmann ‏        | 112                     |
| مدير الرياضة: Bart Leysen ‏ |                         |                         |

| Lotto LOT                 | Lotto LOT             | Lotto LOT |
| ------------------------- | --------------------- | --------- |
| م                         | عداء                  | مرتبة     |
| 21                        | ارنو دي لاي (طريق)    | 4         |
| 22                        | Matys Grisel ‏         | 54        |
| 23                        | Jarrad Drizners ‏      | 82        |
| 24                        | سيباستيان غرينيار ‏    | 106       |
| 25                        | Milan Donie ‏          | 85        |
| 26                        | Baptiste Veistroffer ‏ | 114       |
| مدير الرياضة: توني قالوبا |                       |           |

| Intermarché-Wanty IWA              | Intermarché-Wanty IWA      | Intermarché-Wanty IWA |
| ---------------------------------- | -------------------------- | --------------------- |
| م                                  | عداء                       | مرتبة                 |
| 31                                 | Alexy Faure Prost ‏         | 105                   |
| 32                                 | Zeno Moonen‏                | 24                    |
| 33                                 | Felix Ørn-Kristoff ‏        | 33                    |
| 34                                 | هوغو بيج ‏                  | لم يبدأ               |
| 35                                 | Laurenz Rex ‏               | 11                    |
| 36                                 | Luca Van Boven ‏            | 56                    |
| 37                                 | Roel van Sintmaartensdijk ‏ | 70                    |
| مدير الرياضة: Sébastien Demarbaix ‏ |                            |                       |

| Cofidis COF                 | Cofidis COF                    | Cofidis COF |
| --------------------------- | ------------------------------ | ----------- |
| م                           | عداء                           | مرتبة       |
| 41                          | Milan Fretin ‏                  | 1           |
| 42                          | بيت اليجارت                    | 52          |
| 43                          | Nolann Mahoudo ‏                | 68          |
| 44                          | Jonathan Lastra ‏               | 69          |
| 45                          | Jan Maas (cyclist, born 1996) ‏ | 90          |
| 46                          | Hugo Toumire ‏                  | 94          |
| 47                          | بريان كوكار                    | 34          |
| مدير الرياضة: بنجن فرنانديز |                                |             |

| Team TotalEnergies TEN         | Team TotalEnergies TEN | Team TotalEnergies TEN |
| ------------------------------ | ---------------------- | ---------------------- |
| م                              | عداء                   | مرتبة                  |
| 51                             | Alexys Brunel ‏         | 104                    |
| 52                             | Florian Dauphin ‏       | 81                     |
| 53                             | Joris Delbove ‏         | 97                     |
| 54                             | Fabien Doubey ‏         | 57                     |
| 55                             | Emilien Jeannière ‏     | 3                      |
| 56                             | Nicola Marcerou ‏       | 96                     |
| 57                             | أنتوني تورجيس          | 42                     |
| مدير الرياضة: Lylian Lebreton ‏ |                        |                        |

| Arkéa-B&B Hotels ARK     | Arkéa-B&B Hotels ARK | Arkéa-B&B Hotels ARK |
| ------------------------ | -------------------- | -------------------- |
| م                        | عداء                 | مرتبة                |
| 62                       | Giosuè Epis ‏         | 65                   |
| 63                       | Donavan Grondin ‏     | 74                   |
| 64                       | Luca Mozzato ‏        | 75                   |
| 65                       | مايلز سكوتسون        | 49                   |
| 66                       | فلوريان سينيشال      | 73                   |
| 67                       | Nicolas Milesi ‏      | 93                   |
| مدير الرياضة: ارنو جيرار |                      |                      |

| Movistar Team MOV                | Movistar Team MOV  | Movistar Team MOV |
| -------------------------------- | ------------------ | ----------------- |
| م                                | عداء               | مرتبة             |
| 71                               | Jorge Arcas ‏       | 36                |
| 72                               | إيفان غارسيا       | 13                |
| 73                               | Lorenzo Milesi ‏    | 43                |
| 74                               | Orluis Aular ‏      | 10                |
| 75                               | نيرو كوينتانا      | 103               |
| 76                               | Mathias Norsgaard ‏ | 64                |
| مدير الرياضة: خوسيه خواكين روخاس |                    |                   |

| أوسكالتيل أوسكادي ‏ EUS   | أوسكالتيل أوسكادي ‏ EUS    | أوسكالتيل أوسكادي ‏ EUS |
| ------------------------ | ------------------------- | ---------------------- |
| م                        | عداء                      | مرتبة                  |
| 81                       | Xabier Berasategi ‏        | 18                     |
| 82                       | Andoni López de Abetxuko ‏ | 44                     |
| 83                       | دايفيد ديكر               | 15                     |
| 84                       | Paul Hennequin ‏           | 76                     |
| 85                       | ESP                       | 26                     |
| 86                       | Unai Zubeldia ‏            | 60                     |
| 87                       | Danny van der Tuuk ‏       | 91                     |
| مدير الرياضة: روبن بيريز |                           |                        |

| Team Jayco AlUla JAY       | Team Jayco AlUla JAY | Team Jayco AlUla JAY |
| -------------------------- | -------------------- | -------------------- |
| م                          | عداء                 | مرتبة                |
| 91                         | Welay Berhe ‏         | 89                   |
| 92                         | Anders Foldager ‏     | 17                   |
| 93                         | Jesse Kramer ‏        | 78                   |
| 96                         | Jelte Krijnsen ‏      | لم يكمل السباق       |
| 97                         | جاشا سوتيرلين        | 67                   |
| مدير الرياضة: رافائيل فالس |                      |                      |

| برجس بي إتش ‏ BBH             | برجس بي إتش ‏ BBH          | برجس بي إتش ‏ BBH |
| ---------------------------- | ------------------------- | ---------------- |
| م                            | عداء                      | مرتبة            |
| 101                          | George Jackson (cyclist) ‏ | 50               |
| 102                          | Georgios Bouglas ‏         | 37               |
| 103                          | Rodrigo Álvarez ‏          | 25               |
| 104                          | Ángel Fuentes ‏            | 23               |
| 105                          | David Martin ‏             | 40               |
| 106                          | Tomoya Koyama ‏            | لم يكمل السباق   |
| 107                          | ESP                       | 31               |
| مدير الرياضة: Damien Garcia ‏ |                           |                  |

| XDS Astana Team XAT          | XDS Astana Team XAT  | XDS Astana Team XAT |
| ---------------------------- | -------------------- | ------------------- |
| م                            | عداء                 | مرتبة               |
| 111                          | Michele Gazzoli ‏     | 79                  |
| 112                          | ماكس كانتر           | 2                   |
| 113                          | Darren van Bekkum ‏   | 84                  |
| 114                          | بيترو فيلاسكو        | 55                  |
| 115                          | Gleb Syritsa ‏        | 39                  |
| 116                          | Clément Champoussin ‏ | 115                 |
| 117                          | Lev Gonov ‏           | 77                  |
| مدير الرياضة: ستيفانو زانيني |                      |                     |

| كاجا رورال-سيغوروس ‏ CJR       | كاجا رورال-سيغوروس ‏ CJR | كاجا رورال-سيغوروس ‏ CJR |
| ----------------------------- | ----------------------- | ----------------------- |
| م                             | عداء                    | مرتبة                   |
| 121                           | Daniel Babor ‏           | 66                      |
| 122                           | Iúri Leitão ‏            | 9                       |
| 123                           | Sergi Darder ‏           | 22                      |
| 124                           | Samuel Fernández ‏       | 46                      |
| 125                           | Joseba López ‏           | 48                      |
| 126                           | Francisco Peñuela ‏      | 32                      |
| 127                           | إدوارد براديس           | 45                      |
| مدير الرياضة: روبين مارتينيز ‏ |                         |                         |

| إيولو كوميت ‏ PTV             | إيولو كوميت ‏ PTV           | إيولو كوميت ‏ PTV |
| ---------------------------- | -------------------------- | ---------------- |
| م                            | عداء                       | مرتبة            |
| 131                          | Andrea Pietrobon ‏          | 98               |
| 132                          | Giovanni Lonardi ‏          | 5                |
| 133                          | ميركو مايستري              | 20               |
| 134                          | Francisco Muñoz (cyclist) ‏ | 99               |
| 135                          | Manuel Peñalver ‏           | 8                |
| 136                          | Javier Serrano ‏            | 19               |
| 137                          | Diego Pablo Sevilla ‏       | 62               |
| مدير الرياضة: خيسوس هرنانديز |                            |                  |

| Equipo Kern Pharma ‏ EKP       | Equipo Kern Pharma ‏ EKP | Equipo Kern Pharma ‏ EKP |
| ----------------------------- | ----------------------- | ----------------------- |
| م                             | عداء                    | مرتبة                   |
| 142                           | Miguel Ángel Fernández ‏ | 12                      |
| 143                           | فرنسيسكو غالفان         | 14                      |
| 144                           | Iñigo Elosegui ‏         | 111                     |
| 145                           | Ibai Azanza ‏            | 110                     |
| 146                           | Antonio Jesús Soto ‏     | 21                      |
| 147                           | Haimar Etxeberria ‏      | 16                      |
| مدير الرياضة: Juan José Oroz ‏ |                         |                         |

| سبورت فلاندرين بالويس ‏ TFB   | سبورت فلاندرين بالويس ‏ TFB | سبورت فلاندرين بالويس ‏ TFB |
| ---------------------------- | -------------------------- | -------------------------- |
| م                            | عداء                       | مرتبة                      |
| 151                          | أليكس كولمان ‏              | 38                         |
| 152                          | Tuur Dens ‏                 | 100                        |
| 153                          | Vince Gerits ‏              | 30                         |
| 154                          | Aaron Van Poucke ‏          | لم يكمل السباق             |
| 155                          | Yentl Vandevelde ‏          | 47                         |
| 156                          | Ward Vanhoof ‏              | 59                         |
| 157                          | Victor Vercouillie ‏        | 109                        |
| مدير الرياضة: Andy Missotten‏ |                            |                            |

| Illes Balears Arabay Cycling ‏ IBA | Illes Balears Arabay Cycling ‏ IBA | Illes Balears Arabay Cycling ‏ IBA |
| --------------------------------- | --------------------------------- | --------------------------------- |
| م                                 | عداء                              | مرتبة                             |
| 161                               | ESP                               | 88                                |
| 162                               | ESP                               | 95                                |
| 163                               | José María García ‏                | 41                                |
| 164                               | ESP                               | 35                                |
| 165                               | Unai Esparza ‏                     | 107                               |
| 166                               | ESP                               | 113                               |
| 167                               | ESP                               | 51                                |
| مدير الرياضة: دانيال نافارو       |                                   |                                   |

| VF Group-Bardiani CSF-Faizanè VBF | VF Group-Bardiani CSF-Faizanè VBF | VF Group-Bardiani CSF-Faizanè VBF |
| --------------------------------- | --------------------------------- | --------------------------------- |
| م                                 | عداء                              | مرتبة                             |
| 171                               | Luca Colnaghi ‏                    | 29                                |
| 172                               | Luca Covili ‏                      | 61                                |
| 173                               | Luca Paletti ‏                     | 86                                |
| 174                               | Filippo Turconi ‏                  | 53                                |
| 175                               | Martin Marcellusi ‏                | 102                               |
| 176                               | Alessio Martinelli ‏               | 101                               |
| 177                               | ITA                               | 80                                |
| مدير الرياضة: Mirko Rossato ‏      |                                   |                                   |

## التصنيف العام النهائي
| التصنيف العام         | التصنيف العام      | التصنيف العام       | التصنيف العام | التصنيف العام |
| العداء                | العداء             | الفريق              | الوقت         |               |
| --------------------- | ------------------ | ------------------- | ------------- | ------------- |
| 1                     | Milan Fretin ‏      | كوفيديس             | 4 س 25 د 47 ث |               |
| 2                     | ماكس كانتر         | فريق آستانا         | + 0 ث         |               |
| 3                     | Emilien Jeannière ‏ | ديركت إينرجي        | + 0 ث         |               |
| 4                     | ارنو دي لاي        | لوتو سودال          | + 0 ث         |               |
| 5                     | Giovanni Lonardi ‏  | إيولو كوميت ‏        | + 0 ث         |               |
| 6                     | Fabian Lienhard ‏   | سويس ريسينغ أكادمي ‏ | + 0 ث         |               |
| 7                     | Alberto Dainese ‏   | سويس ريسينغ أكادمي ‏ | + 0 ث         |               |
| 8                     | Manuel Peñalver ‏   | إيولو كوميت ‏        | + 0 ث         |               |
| 9                     | Iúri Leitão ‏       | كاجا رورال-سيغوروس ‏ | + 0 ث         |               |
| 10                    | Orluis Aular ‏      | موفيستار            | + 0 ث         |               |
|                       |                    |                     |               |               |
| مصدر: ProCyclingStats |                    |                     |               |               |

## وصلات خارجية
- الموقع الرسمي
- لمحة عن سباق طواف ألميريا 2025 على موقع  ProCyclingStats   (برو  سايكلنج  ستاتس) - إحصاءات  محترفي  الدراجات.
- طواف ألميريا 2025 على موقع إحصائيات الدراجات الإحترافية (الإنجليزية)